# Vinlönn
Vinlönn (Acer circinatum) är ett träd i släktet lönnar, som normalt växer i västra Nordamerika, mellan från British Columbia i Kanada till Kalifornien i USA, oftast inom 300 kilometer från stillahavskusten. Arten hör till Palmatum-gruppen bland lönnarna, och dess närmsta släktingar växer i östra Asien; Acer japonicum (solfjäderslönn) och Acer pseudosieboldianum (manchurisk solfjäderslönn). Vinlönnen är den enda arten inom Palmatum-gruppen som inte är hemmahörande i Asien.